# Nederlands kampioenschap zaalhandbal (mannenhandbal) 1959
Het Nederlands kampioenschap zaalhandbal 1959 was de zesde  editie van het Nederlands kampioenschap zaalhandbal bij de heren. Het NK werd op 21 en 22 februari 1959 gehouden in de Energiehal te Rotterdam.
Net als bij de vorige editie vonden de voorronden op de zaterdag plaats, en de overige wedstrijden op de zondag.

## Opzet
- Alleen zaalhandbalteams mogen deelnemen aan het Nederlands Kampioenschap zaalhandbal. Veldhandbalteams zijn uitgesloten.
- De kampioenen van de 6 districten, West-A, West-B, Oost, Noord, Zuid-A en Zuid-B, zijn geplaatst voor het NK zaalhandbal.

De 6 teams worden, door loting, ingedeeld in 2 groepen van 3.
In de group spelen de drie teams één keer tegen elkaar, waarna een eindstand wordt opgemaakt. De wedstrijden duren 2×17,5 min bij de heren en 2×12,5 min bij de dames. Als in de eindstand twee teams, of zelfs alle drie de teams, exact gelijk eindigen, wordt tussen deze ploegen een extra wedstrijd gespeeld. Dit zijn verkorte wedstrijden van 2×5 min.
Net als bij de voorgaande edities speelden de nummers 3 van beide groepen voor de 5e en 6e plaats. De nummers 1 en 2 uit beide groepen speelden geen kruisfinales meer tegen elkaar, maar vormden, met ingang van deze editie, een nieuwe groep waar de beslissing voor de titel viel.
Het onderlinge resultaat van de nummers 1 en 2 uit beide groepen werd "meegenomen" naar de nieuwe groep. Daarnaast speelden de beide ploegen uit elke voorrondegroep een wedstrijd tegen de beide ploegen uit de andere voorrondegroep.
Op deze wijze speelden de vier teams elk één keer tegen elkaar, waarna een eindstand werd opgemaakt. De ploeg die in deze stand als eerste eindigde mocht zich Nederlands kampioen noemen.
Wanneer twee of meer ploegen gelijk eindigden (doelsaldo werd genegeerd) dan werd er een besliswedstrijd tussen deze ploegen gespeeld.

## Poule A

### Teams
| Club            | Plaats     | District |
| --------------- | ---------- | -------- |
| EMM             | Middelburg | Zuid-B   |
| Hellas          | Den Haag   | West-B   |
| Stratum Meteoor | Eindhoven  | Zuid-A   |

### Stand/uitslagen
| Pos | Team            | Wed | W | G | V | Ptn | DV | DT | +/− | Opmerking      |  | STM | HEL  | EMM  |
| --- | --------------- | --- | - | - | - | --- | -- | -- | --- | -------------- |  | --- | ---- | ---- |
| 1   | Stratum Meteoor | 2   | 1 | 0 | 1 | 2   | 20 | 13 | +7  | Kampioensgroep |  |     |      | 13–7 |
| 2   | Hellas          | 2   | 2 | 0 | 0 | 4   | 18 | 15 | +3  | Kampioensgroep |  | 6–7 |      |      |
| 3   | EMM             | 2   | 0 | 0 | 2 | 0   | 15 | 25 | −10 | Plaats 5/6     |  |     | 8–12 |      |

## Poule B

### Teams
| Club     | Plaats    | District |
| -------- | --------- | -------- |
| Aalsmeer | Aalsmeer  | West-A   |
| HCG      | Groningen | Noord    |
| Olympia  | Hengelo   | Oost     |

### Stand/uitslagen
| Pos | Team     | Wed | W | G | V | Ptn | DV | DT | +/− | Opmerking      |  | AAL | OLY  | HCG |
| --- | -------- | --- | - | - | - | --- | -- | -- | --- | -------------- |  | --- | ---- | --- |
| 1   | Aalsmeer | 2   | 2 | 0 | 0 | 4   | 16 | 7  | +9  | Kampioensgroep |  |     |      | 8–3 |
| 2   | Olympia  | 2   | 1 | 0 | 1 | 2   | 22 | 14 | +8  | Kampioensgroep |  | 4–8 |      |     |
| 3   | HCG      | 2   | 0 | 0 | 2 | 0   | 9  | 26 | −17 | Plaats 5/6     |  |     | 6–18 |     |

## Plaatseringswedstrijden

### Plaats 5/6
| 22 februari 1959 | EMM | 12 – 4 | HCG | Energiehal, Rotterdam |
| 22 februari 1959 |     |        |     | Energiehal, Rotterdam |
| 22 februari 1959 |     |        |     | Energiehal, Rotterdam |

### Kampioensgroep
| Pos | Team            | Wed | W | G | V | Ptn | DV | DT | +/− | Opmerking |      | AAL | OLY | STM | HEL |
| --- | --------------- | --- | - | - | - | --- | -- | -- | --- | --------- | ---- | --- | --- | --- | --- |
| 1   | Aalsmeer        | 3   | 3 | 0 | 0 | 6   | 29 | 9  | +20 | Kampioen  |      |     |     |     | 9–4 |
| 2   | Olympia         | 3   | 2 | 0 | 1 | 4   | 19 | 14 | +5  |           |      | 4–8 |     |     |     |
| 3   | Stratum Meteoor | 3   | 1 | 0 | 2 | 2   | 11 | 24 | −13 |           | 1–12 | 3–6 |     |     |     |
| 4   | Hellas          | 3   | 0 | 0 | 3 | 0   | 13 | 25 | −12 |           |      | 3–9 | 6–7 |     |     |

1. ↑  Resultaat meegenomen uit Groep B
2. ↑  Resultaat meegenomen uit Groep A

## Eindstand
| Rang | Team            | District |
| ---- | --------------- | -------- |
|      | Aalsmeer        | West-A   |
|      | Olympia         | Oost     |
|      | Stratum Meteoor | Zuid-A   |
| 4    | Hellas          | West-B   |
| 5    | EMM             | Zuid-B   |
| 6    | HCG             | Noord    |